# Cheilanthes squamosa
Cheilanthes squamosa là một loài thực vật có mạch trong họ Adiantaceae. Loài này được Gillies & Hook. ex Grev. miêu tả khoa học đầu tiên năm 1829.